# Zhongning
Zhongning, tidigare stavat Chungning, är ett härad som lyder under Zhongweis stad på prefekturnivå i den autonoma regionen Ningxia i nordvästra Kina.